# Envendos
Envendos ist eine Gemeinde (Freguesia) im portugiesischen Kreis Mação. In ihr leben 804 Einwohner (Stand 19. April 2021).